# Motacilla flava
La cutrettola (Motacilla flava Linnaeus, 1758) è un uccello della famiglia Motacillidae. Alla stessa famiglia appartiene il genere Anthus.

## Descrizione
Con l'espressione latina motacilla si identificano varie specie di piccoli uccelli, tra cui la cutrettola. 
La lunghezza media è di 17 cm, mentre l'apertura alare raggiunge i 23-27 cm e il peso si attesta tra i 12 e i 18 g. Il colore di questa è grigio uniforme o bianco-giallastro superiormente, giallo inferiormente. Entrando più nel merito della colorazione, curiosa è la varietà di tinte sul capo del maschio secondo le varie sottospecie di cutrettola. D'estate, il maschio ha la testa completamente gialla, senza alcun segno scuro. D'inverno, invece, muta aspetto «sporcando» il piumaggio. In ogni stagione però il suo dorso resta grigio. Il dimorfismo sessuale resta accentuato: a differenza dei colori accesi del maschio, la femmina è bruno-fulviccio di sopra e biancastra sotto.
Deposita tra le 4 e le 6 uova una o due volte nei dodici mesi di colore maculato. Il periodo di incubazione varia fra gli 11 e i 13 giorni.

## Distribuzione e habitat

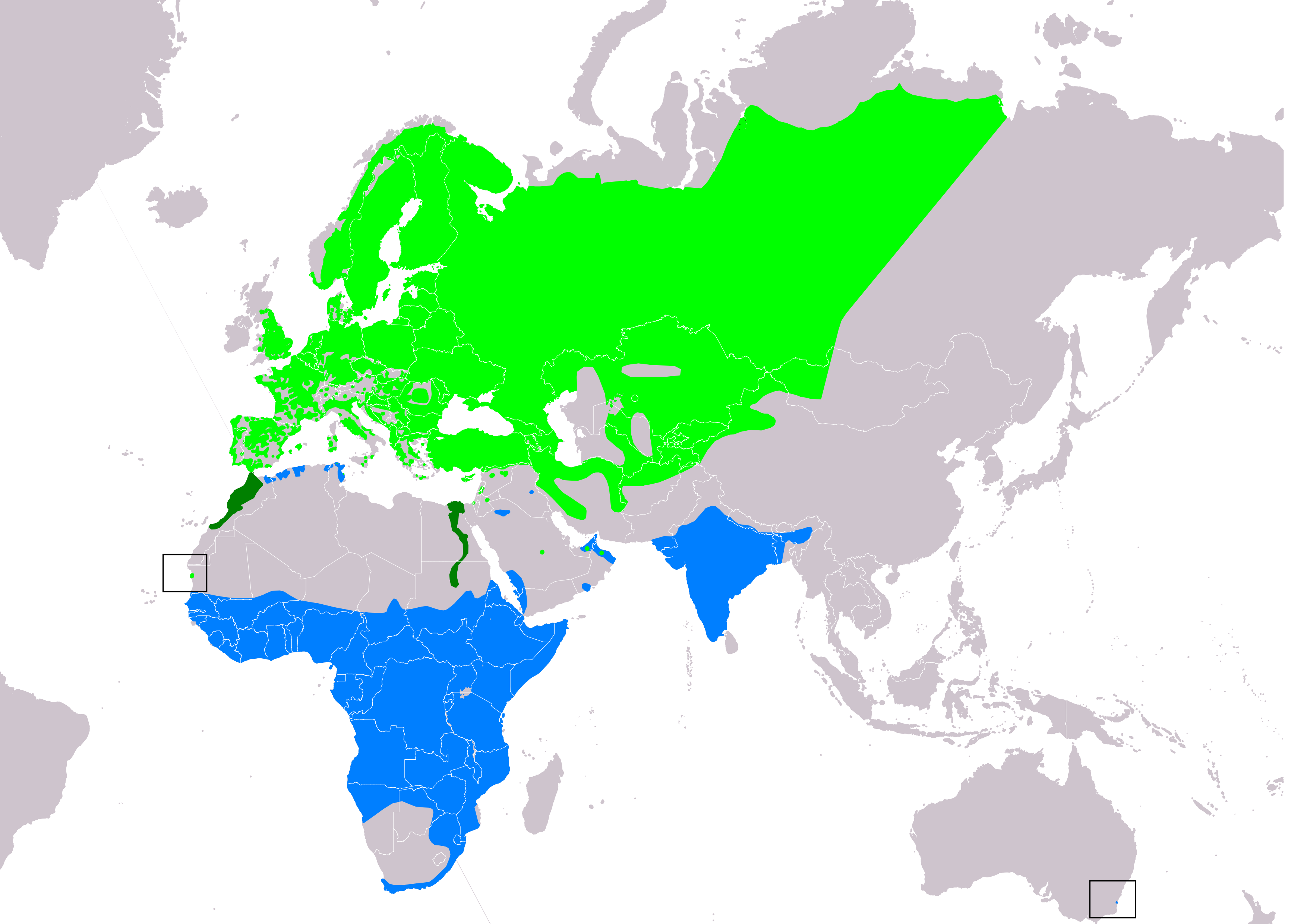
Distribuzione della cutrettola: in verde chiaro le aree di nidificazione. In verde scuro quelle di migrazione. In blu le aree di svernamento

È possibile osservare la cutrettola in Europa, Nord Africa e Asia; in Italia ci sono nidificazioni sparse. Predilige soprattutto i campi umidi, ma si può riprodurre anche in zone asciutte, come nei campi di cereali. Non va confusa con la ballerina gialla (Motacilla cinerea) che vive però in alto, in collina e montagna, e sceglie gli ambienti vicino ai torrenti.
Le specie visibili in Italia sono la cutrettola testagialla (Motacilla flava flavissima), la cutrettola di Spagna (Motacilla flava iberiae), la cutrettola capinera (Motacilla flava feldegg), la cutrettola caposcuro (Motacilla flava thunbergi) e quella capocenerino (Motacilla flava cinereocapilla). Ogni tanto si fa ammirare in Europa provenendo dal continente asiatico anche la cutrettola testagialla orientale (Motacilla citreola).

## Biologia

### Alimentazione
La dieta di questo uccello è principalmente insettivora. Non disdegna inoltre vermi ed altri piccoli organismi animali. Raramente lo si vede pure cibarsi di nettare.  Nell'estate, segue le greggi posandosi sul dorso degli animali da pascolo e li libera dai parassiti.

## Sistematica
Sono note le seguenti sottospecie:
- M. f. flavissima (Blyth, 1834) - diffusa nel Regno Unito e in Europa settentrionale "cutrettola testagialla"
- M. f. lutea (S.G.Gmelin, 1774) - Russia e Kazakistan
- M. f. flava (Linnaeus, 1758) - Europa centrale e settentrionale, sino ai monti Urali "cutrettola gialla"
- M. f. beema (Sykes, 1832) - da Siberia e Kazakistan sino all'Himalaya "cutrettola di Sykes"
- M. f. iberiae (Hartert, 1921) - Penisola Iberica, Francia sud-occidentale e Maghreb "cutrettola di Spagna"
- M. f. cinereocapilla (Savi, 1831) - Italia, comprese Sicilia e Sardegna, Corsica, Slovenia "cutrettola capocenerino"
- M. f. pygmaea (Brehm, AE, 1854) - Egitto
- M. f. leucocephala (Przewalski, 1887) - Siberia sentro-meridionale, Mongolia e Cina
- M. f. feldegg (Michahelles, 1830) - dai Balcani sino all'Iran e all'Afghanistan "cutrettola capinera"
- M. f. thunbergi (Billberg, 1828) - dall'Europa settentrionale alla Siberia nord-occidentale "cutrettola caposcuro"

## Nella cultura di massa
- Nei testi delle piramidi dell'Antico Regno di Egitto, la cutrettola era considerata una rappresentazione dello stesso Atum. Inoltre, potrebbe essere stata fonte di ispirazione per l'uccello mitologico Benu; quest'ultimo, a sua volta, è la presunta ispirazione per la fenice della mitologia greca;[7][8]

- Per via del caratteristico modo di camminare sbattendo graziosamente e con frequenza la coda, nella lingua italiana la cutrettola si utilizza come termine di paragone in frasi quali: dimenarsi, muoversi come una cutrettola; vispa come una cutrettola.[9]

## Galleria d'immagini

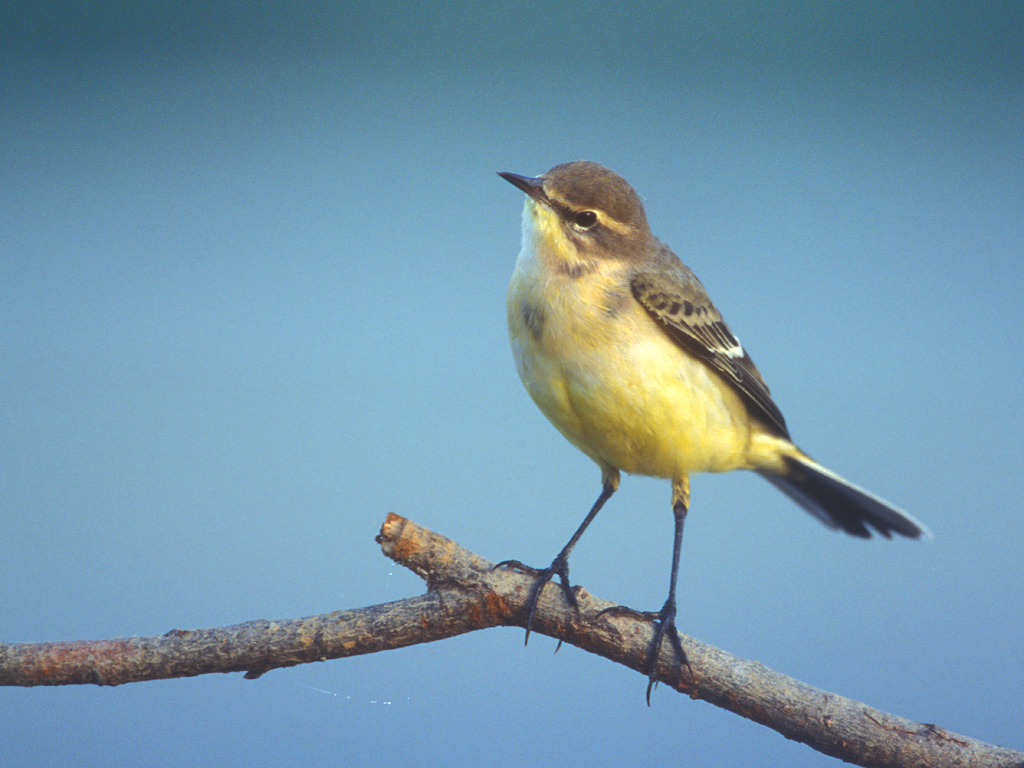
Cutrettola
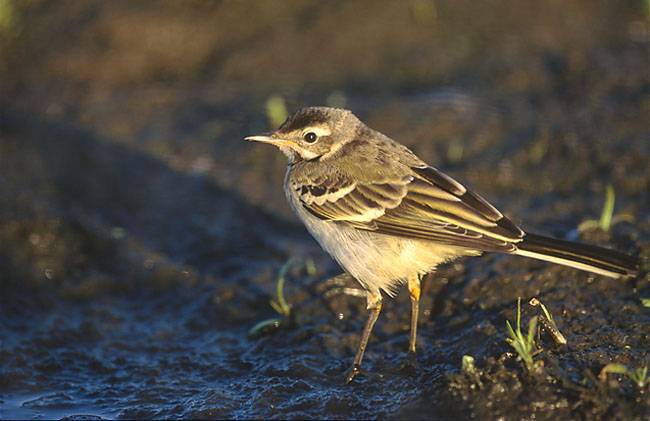
Cutrettola
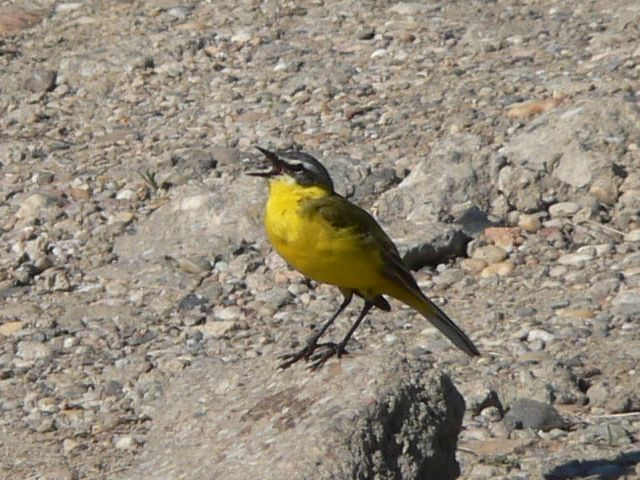
Cutrettola in pieno canto
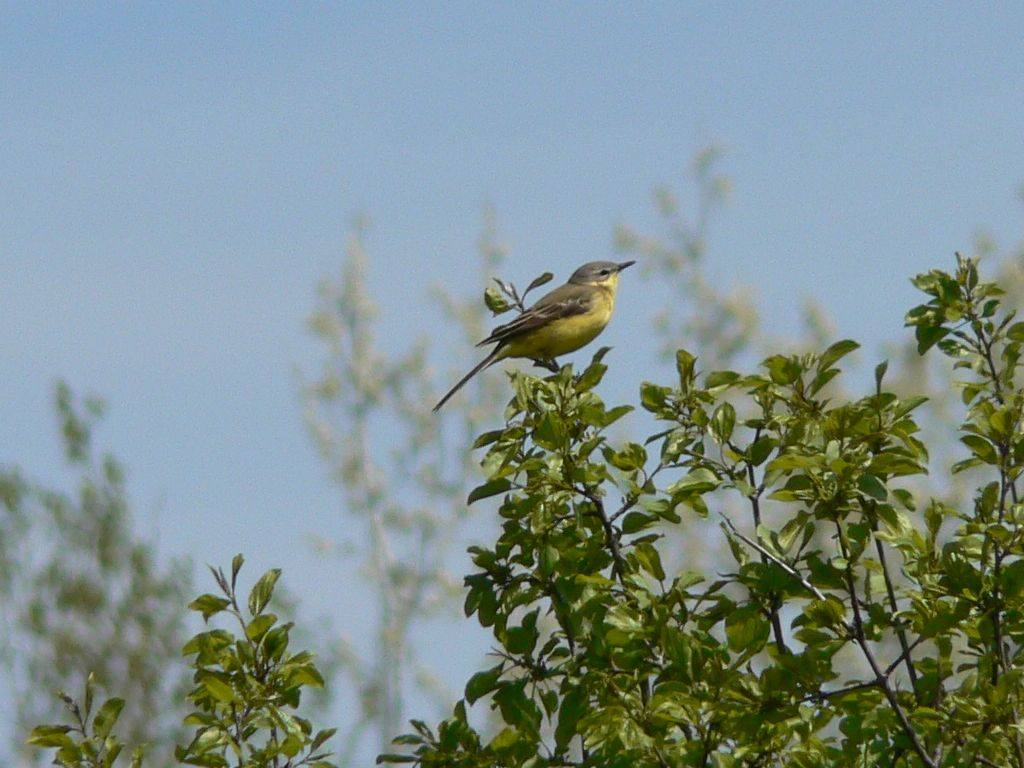
Cutrettola
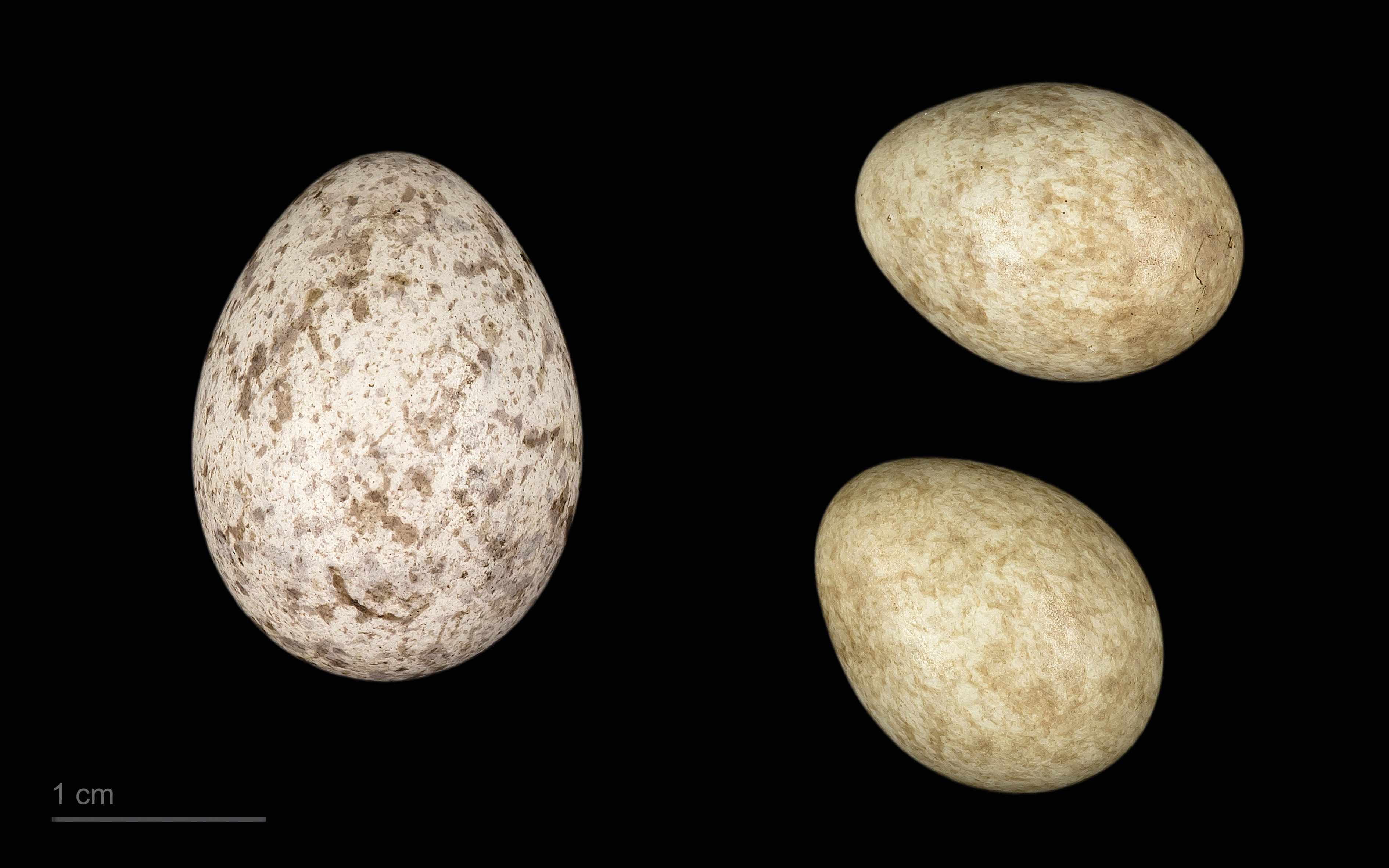
Uova di Cuculus canorus canorus in un nido di Motacilla flava Museo di Tolosa
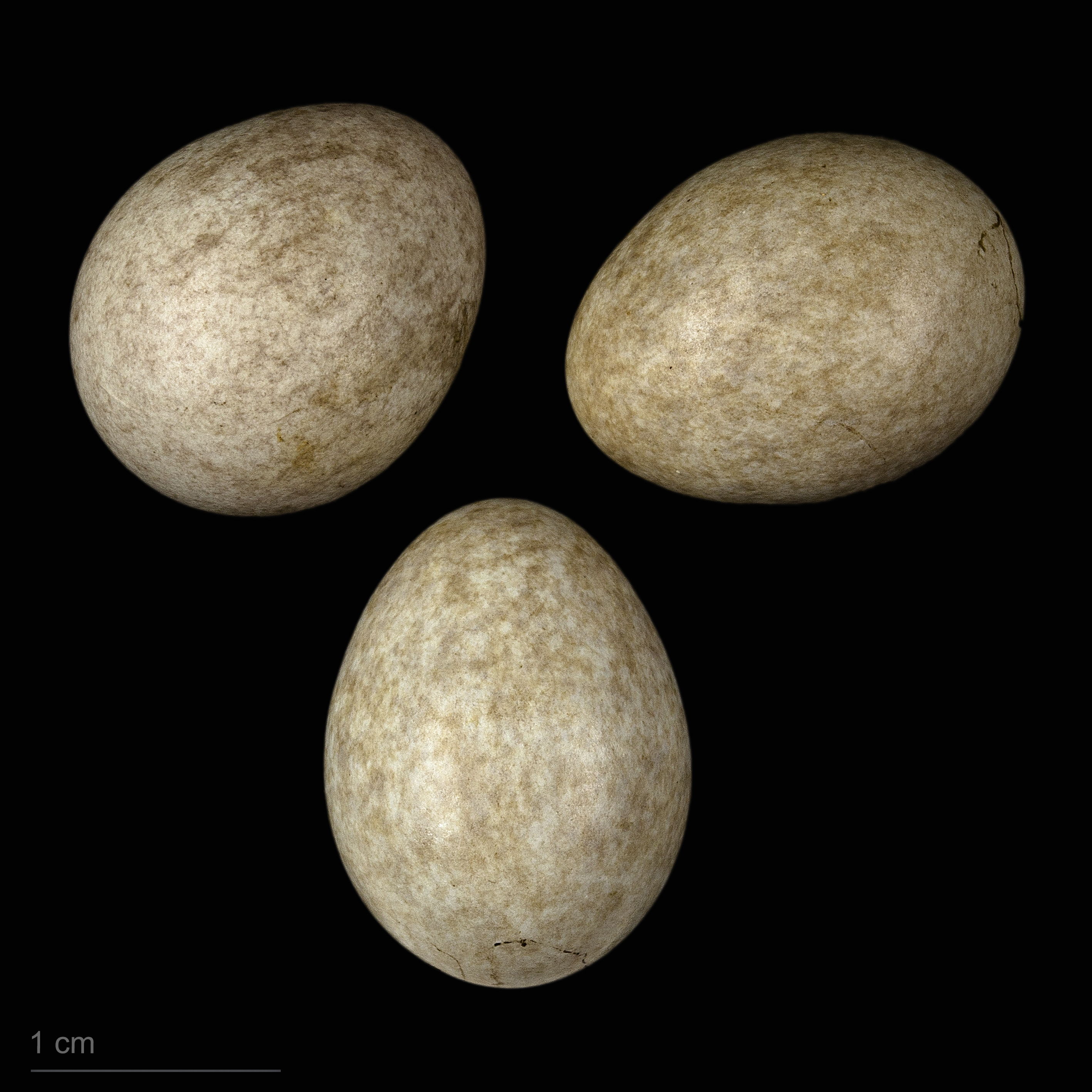
Uova di Motacilla flava thunbergi - Museo di Tolosa